# Jagged Alliance
Jagged Alliance es un juego de rol táctico lanzado en 1994 para MS-DOS y en 2009 para Nintendo DS. Es el primer juego de la serie Jagged Alliance, y fue seguido por Jagged Alliance: Deadly Games (1995) y de Jagged Alliance 2 (1999).

## Argumento
Jagged Alliance tiene lugar en la isla ficticia Atlántico Sur de Metavira, un antiguo polígono de ensayos nucleares. Las pruebas nucleares alterados algunos árboles en la isla, y varios años más tarde, fue descubierto por un científico, Brenda Richards, que esos árboles, conocidos como árboles de barbecho, producen savia única que ha demostrado ser una maravilla médica. Sin embargo, Brenda también descubrió que los árboles no podían reproducirse.
Su asistente, Lucas Santino, se dio cuenta de lo rentable que sería esta savia. Se las arregló para convencer a Jack Richards, el líder de la misión científica, que sería beneficioso tener dos equipos científicos independientes. Santino en consecuencia estableció una nueva base en el otro lado de la isla. De inmediato comenzó a reclutar gente nueva y gradualmente asumió la isla por la fuerza.
Cuando comienza el juego, el jugador se pone en contacto por Jack Richards y se invita a la isla. Allí, Brenda y su padre solicitan que el jugador contrata a mercenarios a través de la Asociación de mercenarios internacionales (AIM) para recuperar la isla de las fuerzas sector de Santino por sector.

## Jugabilidad
El jugador comienza el juego y cada día siguiente en una habitación. Aquí el jugador puede cargar y guardar el juego, cambiar la configuración, contratar nuevos mercenarios o dormir hasta el día siguiente.

### Pantalla de mapa
Cuando el jugador comienza un nuevo día en que se transfiere a una pantalla que muestra Metavira en una cuadrícula. El mapa incluye información como el número de árboles en barbecho en cada sector, si el sector es enemigo o un jugador controlado, cuántos guardias y extractores están en un sector, y la información del terreno. El jugador también puede decidir qué mercenarios y equipo para tomar y qué sector de propiedad jugador para empezar.
Mercenarios, guardias y extractores deben ser pagados; si es necesario, el jugador puede elevar los guardias y siringueros los salarios para que sean más felices. Los mercenarios se pueden dejar en la base ya sea a sanar, habilidades del tren, o artículos de reparación. De vez en cuando, Jack o Brenda Richards en contacto con el jugador con un objetivo importante, tales como la obtención de una fuente de agua limpia. Estas peticiones pueden ser ignoradas, pero generalmente causan algún tipo de obstáculo para el jugador en una fecha posterior.

### Pantalla táctica
Cuando el jugador ha elegido a los mercenarios y equipo para llevar a la misión, que se toma para el sector que eligió anteriormente supervisar sus mercenarios desde el punto de vista de arriba hacia abajo. El jugador ahora puede mandar directamente sus mercenarios elegidos y emitir órdenes de movimiento. El jugador puede mover los mercenarios a un sector adyacente. El jugador se limita a un solo ahorrar ranura durante el día.
Cuando los personajes del jugador y los enemigos están en el mismo sector, el juego cambia a su vez basado en juego. Ambas partes se turnan para mover y realizar acciones, que utiliza sus puntos de acción. El número de puntos de acción está determinada por los atributos del personaje. Superficies de terreno más difíciles en el terreno consumen un mayor número de puntos de acción. Las interrupciones son posibles. También mercenarios puede agacharse para hacerse un objetivo más pequeño o ponerse a cubierto detrás de los objetos. Es posible caminar hacia atrás y moverse sigilosamente por lo que el mercenario puede evitar ser notado por el enemigo, aunque ambas acciones utiliza más puntos de acción de movimiento normal.
Cuando se ataca, hay una cierta posibilidad de que el mercenario golpeará. La probabilidad de golpear también se ve afectada por la cantidad de puntos de acción que el jugador utiliza para apuntar. Los ataques se pueden hacer en una amplia variedad de formas, utilizando armas de fuego, armas de combate como cuchillos, armas arrojadizas, como granadas de mano y dispositivos explosivos como minas terrestres. Cuando termina el día mercenarios vuelven a la base para el sueño. El día también puede terminar en una batalla y mercenarios podría sufrir lesiones adicionales a medida que se retiran del sector enemigo. El sector es conquistada cuando todos los enemigos mueren o se pierden cuando todos los mercenarios, los guardias y los extractores de los jugadores son asesinados o descuidadas de otra manera de publicar guardias.

### Personajes
Los principales personajes en el juego son los mercenarios hireable junto con otros NPCs, como empleadores del jugador Jack y Brenda Richards, y el antagonista principal, Lucas Santino. También hay cuatro personajes nativos que pueden ser ofrecidos al jugador como guías. El jugador sólo puede controlar a los mercenarios. Guardias, extractores y los enemigos son controlados por la IA.

### Mercenarios
Hay 60 mercenarios hireable y el jugador puede reclutar hasta ocho mercenarios a la vez. Algunos mercenarios se niegan a unirse en el arranque, ya que quieren ver si el jugador se puede confiar para guiarlos, ya sea a través de un desempeño aceptable o suficientes días en la isla.
Cada mercenario tiene cuatro atributos - la salud, la agilidad, la destreza, la sabiduría y cuatro habilidades - médicos, explosivos, mecánica y puntería. Salud determina el importe de los daños mercenario puede tomar, agilidad determina cuántos puntos de acción que tienen, destreza ayuda en el uso de armas y otros objetos en sus diversas condiciones, sabiduría permite mercenarios para obtener experiencia más rápida, médico ayuda a sanar personajes heridos, explosivos ayuda a desarmar bombas y activar propios explosivos del mercenario, ayuda mecánica para abrir cerraduras y combinar elementos juntos y puntería ayuda a obtener una mejor puntería y disparó sobre los enemigos. Los mercenarios contratados por la experiencia del jugador de ganancia de las acciones que realizan. Por ejemplo, un mercenario que venda una herida podría mejorar su habilidad médica. Los mercenarios también pueden perder permanentemente puntos de atributo de una lesión. Por ejemplo, un golpe en la cabeza podría reducir la sabiduría de mercenario o un golpe en la pierna podría reducir su agilidad.
Además, cada mercenario tiene un nivel de experiencia que determina cuánto se le paga; y cuando se obtiene un nuevo nivel que exigen un aumento de sueldo que el jugador sea tiene que aceptar, o perder el mercenario.
Cada personaje tiene un número de puntos de salud. Cuando un mercenario es herido sangra lentamente perdiendo puntos de salud; el vendaje de la herida se detiene la hemorragia. Esto da a los mercenarios "puntos vendaje" temporales que cambian de nuevo a los puntos de salud a través del tiempo, pero puede perderse rápidamente si el mercenario se lesiona de nuevo. Por supuesto, los mercenarios que mueren son permanentemente muerto y no puede ser revivido o reemplazados.
Cada mercenario tiene una personalidad única. Hay varios personajes que no son aficionados a otros mercenarios, y puede declinar unirse al equipo del jugador por este motivo. Algunos personajes aún pueden ser contratados, pero luego se quejan de otro mercenario. De cualquier mercenario puede dejar el grupo del jugador durante la noche y se muestra que falta en el AIM sitio. También hay personajes obstinados que podrían negarse a moverse hasta que un enemigo que tenían como objetivo ha sido asesinado o que el enemigo se mueve fuera de la línea del mercenario de la vista.

### Equipo
Hay una gran variedad de artículos en el juego - algunos de ellos juegan un papel importante en la trama, mientras que otros están ahí para su uso.
Cuando el jugador contrata a un mercenario que llega con armas y equipo. El jugador puede equipar el mercenario con varios chalecos antibalas, cascos, gafas y radios. Hay chalecos estándar que tienen los bolsillos junto con chalecos sin bolsillos que actúan como chalecos antibalas. Los chalecos con bolsillos pueden tener de dos a cinco bolsillos y cada uno puede contener ya sea un artículo en particular o una serie de artículos idénticos como revistas o granadas de mano. Los mercenarios también pueden llevar las cosas en sus manos.
El reproductor puede almacenar un número ilimitado de artículos en la base, pero tiene que transportarlos con los mercenarios de los sectores a la base.

## Versión para Nintendo DS
El 26 de agosto de 2008, Empire Interactive ha anunciado que una versión de Nintendo DS estaba en desarrollo por Strategy First Inc. y Cypron Studios. El juego fue anunciado originalmente para el lanzamiento el 17 de febrero de 2009, pero fue empujado más tarde de nuevo al 5 de mayo de 2009 en América y el 26 de junio de 2009 en Europa.
El juego se diferencia en muchos aspectos de la versión de MS-DOS. Gráficos tienen una escala más pequeña y una textura muy diferente en los mapas del sector. No son completamente nuevas pistas de música y mejores escenas cinemáticas. Funciones eliminadas incluyen reparaciones de elementos, condiciones de artículos, puntos de vendaje, que se mueven hacia atrás, puerta de primeros planos de manipulación y anguilas mortales en el agua.